# Уотсон, Ирвинг
Ирвинг Уотсон (англ. Irving Watson; 31 марта 1914, Паркс, Австралия — 1 марта 1986, Сидней, Австралия) — австралийский и американский селекционер растений.

## Биография
Родился 31 марта 1914 года в Парксе. Сначала поступил в Высшую сельскохозяйственную школу в Харестоне, после его окончания, поступил в Сиднейский университет и вскоре окончил его. Вскоре решил посвятить свою жизнь США и переехал туда, где устроился на работу в Миннесотский университет.
В 1955 году вернулся в Австралию и поселился в Сиднее и поступил в Институт селекции растений при Сиднейском университете.
С 1955 по 1986 год он работал там, сначала в качестве доцента, затем в должности профессора кафедры генетики и селекции сельскохозяйственного факультета.
До 1977 года занимал должность директора данного института и затем до 1986 года работал научным консультантом.
Скончался 1 марта 1986 года в Сиднее, не дожив буквально месяц до своего 72-летия.

## Научные работы
Основные научные работы посвящены генетики и селекции растений.
- Возглавлял работы по изучению распространения комбинации генов вирулентности во всём мире.
- Вывел ряд новых сортов пшениц.

## Членство в обществах
- Иностранный член ВАСХНИЛ (1972—86).